# Port-Sainte-Marie
Port-Sainte-Marie település Franciaországban, Lot-et-Garonne megyében. Lakosainak száma 1846 fő (2022. január 1.). Port-Sainte-Marie Lagarrigue, Aiguillon, Bazens, Feugarolles, Galapian, Saint-Laurent és Thouars-sur-Garonne községekkel határos.

## Népesség
A település népességének változása:
| Lakosok száma | 1876 | 1885 | 1864 | 1913 | 1926 | 1936 | 1931 | 1846 | 1844 | 1846 |
|               | 1968 | 1982 | 1990 | 2006 | 2013 | 2015 | 2017 | 2019 | 2020 | 2022 |